# Tarek Eltayeb

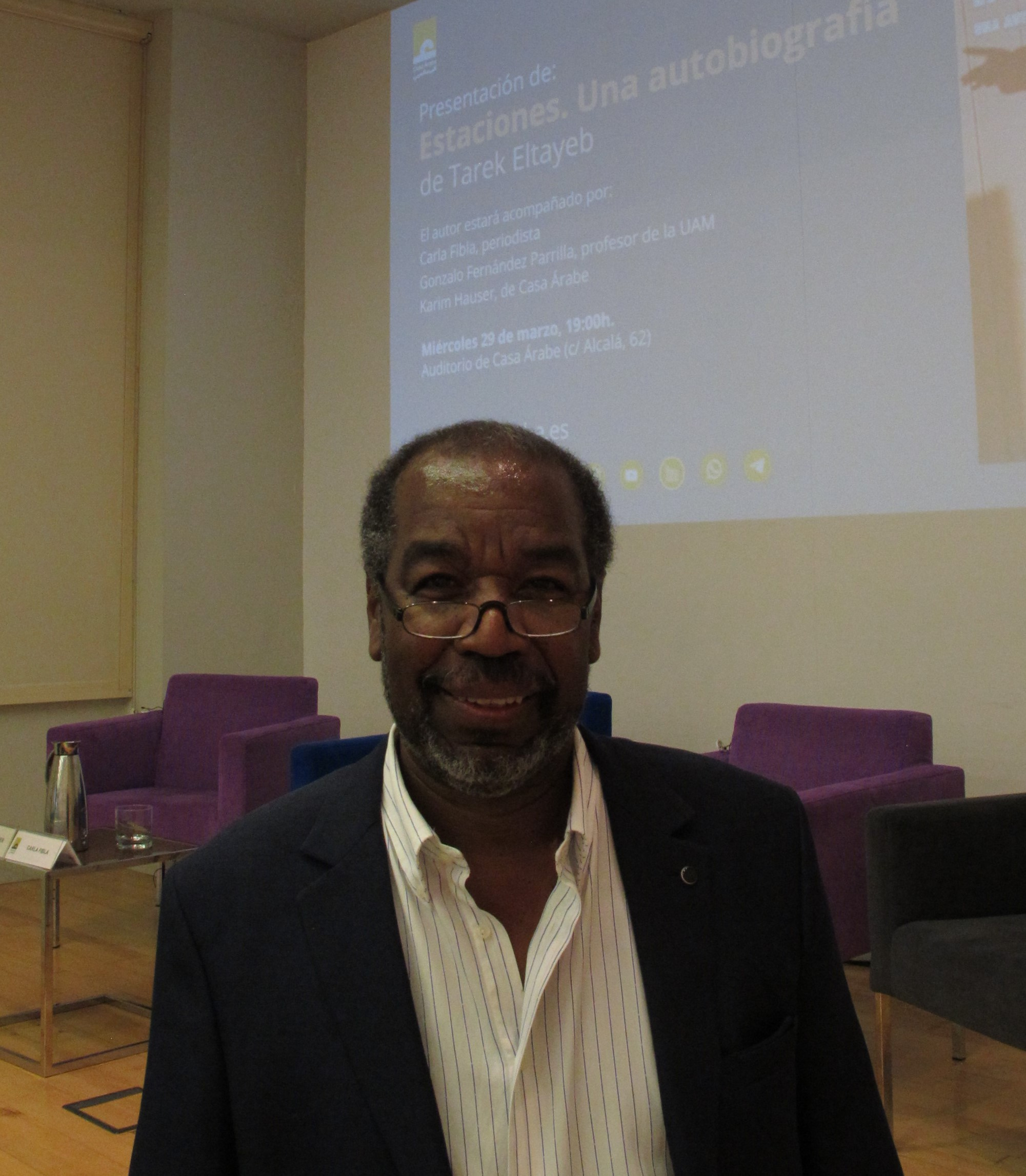
Tarek Eltayeb

Tarek Eltayeb (2 de enero de 1959) es un escritor egipcio-sudanés. Nació en El Cairo, de padres sudaneses, y reside en Viena, la capital austriaca, desde 1984, y el mismo se considera un ciudadano más de este país, un escritor austriaco que escribe en árabe. Estudió Ciencias Sociales y Económicas en la Universidad de Economía y Administración de Empresas de Viena, y actualmente es profesor en el Centro de Gestión Internacional/Universidad de Ciencias Aplicadas de Krems (Austria).
Como escritor, ha publicado novelas, colecciones de cuentos, volúmenes de poesía y teatro, y ha recibido numerosos premios y becas, entre los que destaca la beca Elias Canetti. Ha sido ampliamente antologado y sus libros se han traducido a numerosas lenguas europeas como inglés, alemán, francés, rumano o italiano, entre otros. Sus poemas han aparecido en distintos idiomas en diversas antologías literarias, revistas y periódicos de todo el mundo. Entre sus escritos, se destacan novelas como Ciudades sin palmeras o poemarios como Alguna sospecha. En 2012 publicó su autobiografía titulada Estaciones, que posteriormente fue publicada por Ediciones del Oriente y el Mediterráneo en español en 2022 y presentado en Casa Árabe en 2023.